# 威廉·拉里塔
威廉·拉里塔（英語：William Rarita，1907年3月21日—1999年7月8日），美国理论物理学家，主要研究领域为核物理，粒子物理和相对论性量子力学。 他尤其知名于提出了拉里塔-施温格方程，它是自旋3/2费米子的相对论性场方程。
拉里塔曾在布鲁克林学院教授物理达32年，之后他成为了LBNL理论小组的访问科学家，1996年退休。他除了与朱利安·施温格合作外，还与赫尔曼·费什巴赫有过合作。